# Deutsche Cadre-47/2-Meisterschaft 1990/91

Veranstaltungsort: Saarbrücken

Die Deutsche Cadre-47/2-Meisterschaft 1990/91 ist eine Billard-Turnierserie und fand vom 8. bis zum 10. Februar 1991 in Saarbrücken zum 59. Mal statt.

## Geschichte
Örtlicher Organisator und Ausrichter im Auftrag des Deutschen Billard-Bunds (DBB) war St. Arnual Saarbrücken.
In Saarbrücken wurde das von den meisten nicht sehr geliebte Satzsystem gespielt. Durch die kurze Satzdistanz spielte oft der Zufall eine Rolle. Trotz allem setzte sich mit Martin Horn am Ende der mit Abstand beste Akteur durch. Mit 20 Jahren zeigte er sein überragendes Talent und wurde ungeschlagen erstmals Deutscher Meister im Cadre 47/2. Zum dritten Mal in Folge belegte der Bochumer Volker Baten den zweiten Platz. Dritter wurde der Kemptener Dieter Steinberger.

## Modus
Gespielt wurde Doppel-K.-o.-System mit zwei Gewinnsätzen bis 75 Punkte. Das gesamte Turnier wurde ohne Nachstoß gespielt. Aber bei Beendigung in einer Aufnahme durch Spieler 1 hatte Spieler 2 Nachstoß. Bei einem 2:0-Satzgewinn gab es drei Satzpunkte für den Sieger. Bei einem 2:1-Satzgewinn gab es zwei Satzpunkte für den Sieger und einen Satzpunkt für den Verlierer. Die Endplatzierung ergab sich aus folgenden Kriterien:
1. Matchpunkte
2. Satzpunkte
3. Generaldurchschnitt (GD)
4. Höchstserie (HS)

## Turnierverlauf
| MP    | Match Punkte (Sieger = 2; Unentschieden = 1; Verlierer = 0) |
| SV    | Satzverhältnis (nur bei Turnieren im Satzsystem)            |
| Pkte. | Erzielte Karambolagen                                       |
| Aufn. | benötigte Aufnahmen                                         |
| GD    | Generaldurchschnitt                                         |
| MGD   | Mannschafts-Generaldurchschnitt                             |
| BED   | Bester Einzeldurchschnitt eines Spielers                    |
| BEMD  | Bester Einzeldurchschnitt einer Mannschaft                  |
| BSD   | Bester Satzdurchschnitt eines Spielers                      |
| HS    | Höchstserie                                                 |
| WRP   | Weltranglistenpunkte                                        |

| Spiel Nr. | Name               | MP  | SV  | 1. Satz | 2. Satz | 3. Satz | GD    | BED   | BSD   |
| --------- | ------------------ | --- | --- | ------- | ------- | ------- | ----- | ----- | ----- |
| 1. Runde  |                    |     |     |         |         |         |       |       |       |
| 1         | Volker Baten       | 2:0 | 3:0 | 75(2)   | 75(3)   |         | 30,00 | 30,00 | 37,50 |
|           | Helmut Vehreschild | 0:2 | 0:3 | 10(2)   | 28(3)   |         | 7,60  | –     | –     |
| 2         | Klaus Hose         | 0:2 | 1:2 | 75(6)   | 20(1)   | 4(3)    | 11,00 | –     | –     |
|           | Gerd Arnold        | 2:0 | 2:1 | 41(5)   | 75(2)   | 75(2)   | 21,22 | 21,22 | 37,50 |
| 3         | Dieter Steinberger | 2:0 | 2:1 | 75(2)   | 24(6)   | 75(7)   | 11,60 | 11,60 | 37,50 |
|           | Rainer Stecken     | 0:2 | 1:2 | 0(1)    | 75(7)   | 58(6)   | 9,50  | –     | 10,71 |
| 4         | Thomas Schweser    | 0:2 | 0:3 | 2(1)    | 34(4)   |         | 7,20  | –     | –     |
|           | Robert Steinbach   | 2:0 | 3:0 | 75(2)   | 75(4)   |         | 25,00 | 25,00 | 37,50 |
| 5         | Uwe Matuszak       | 2:0 | 3:0 | 75(4)   | 75(8)   |         | 12,50 | 12,50 | 18,75 |
|           | Michael Henrich    | 0:2 | 0:3 | 58(4)   | 38(7)   |         | 8,72  | –     | –     |
| 6         | Orhan Erogul       | 0:2 | 0:3 | 31(1)   | 0(1)    |         | 15,50 | –     | –     |
|           | Martin Horn        | 2:0 | 3:0 | 74(1)   | 75(2)   |         | 50,00 | 50,00 | 75,00 |
| 7         | Klaus Bosel        | 2:0 | 3:0 | 75(6)   | 75(1)   |         | 21,42 | 21,42 | 75,00 |
|           | Andreas Faeser     | 0:2 | 0:3 | 28(5)   | 22(1)   |         | 8,33  | –     | –     |
| 8         | Werner Jähne       | 0:2 | 0:3 | 0(1)    | 50(8)   |         | 5,55  | –     | –     |
|           | Fritz Günther      | 2:0 | 3:0 | 75(1)   | 75(9)   |         | 15,00 | 15,00 | 75,00 |

| Spiel Nr.         | Name               | MP  | SV  | 1. Satz | 2. Satz | 3. Satz | GD    | BED   | BSD   |
| ----------------- | ------------------ | --- | --- | ------- | ------- | ------- | ----- | ----- | ----- |
| 1. Verliererrunde |                    |     |     |         |         |         |       |       |       |
| 9                 | Helmut Vehreschild | 0:2 | 0:3 | 12(4)   | 46(9)   |         | 4,46  | –     | –     |
|                   | Klaus Hose         | 2:0 | 3:0 | 75(5)   | 75(9)   |         | 10,71 | 10,71 | 15,00 |
| 10                | Rainer Stecken     | 2:0 | 2:1 | 13(4)   | 75(8)   | 75(2)   | 11,64 | 11,64 | 37,50 |
|                   | Thomas Schweser    | 0:2 | 1:2 | 75(4)   | 55(7)   | 13(2)   | 11,00 | –     | 18,75 |
| 11                | Michael Henrich    | 2:0 | 2:1 | 75(3)   | 0(1)    | 75(7)   | 13,63 | 13,63 | 50,00 |
|                   | Orhan Erogul       | 0:2 | 1:2 | 32(3)   | 75(1)   | 29(7)   | 12,36 | –     | 75,00 |
| 12                | Andreas Faeser     | 2:0 | 3:0 | 75(1)   | 75(9)   |         | 15,00 | 15,00 | 75,00 |
|                   | Werner Jähne       | 0:2 | 0:3 | 14(1)   | 35(8)   |         | 5,44  | –     | –     |

| Spiel Nr.        | Name               | MP  | SV  | 1. Satz | 2. Satz | 3. Satz | GD    | BED   | BSD   |
| ---------------- | ------------------ | --- | --- | ------- | ------- | ------- | ----- | ----- | ----- |
| 1. Gewinnerrunde |                    |     |     |         |         |         |       |       |       |
| 13               | Volker Baten       | 2:0 | 2:1 | 75(1)   | 71(4)   | 75(1)   | 36,83 | 36,83 | 75,00 |
|                  | Gerd Arnold        | 0:2 | 1:2 | 0(1)    | 75(4)   | 0(1)    | 12,50 | –     | 18,75 |
| 14               | Dieter Steinberger | 2:0 | 2:1 | 75(5)   | 11(5)   | 75(1)   | 14,63 | 14,63 | 75,00 |
|                  | Robert Steinbach   | 0:2 | 1:2 | 65(4)   | 75(6)   | 1(1)    | 12,81 | –     | 12,50 |
| 15               | Uwe Matuszak       | 0:2 | 0:3 | 17(1)   | 8(1)    |         | 12,50 | –     | –     |
|                  | Martin Horn        | 2:0 | 3:0 | 74(1)   | 75(2)   |         | 50,00 | 50,00 | 75,00 |
| 16               | Klaus Bosel        | 0:2 | 1:2 | 75(5)   | 28(3)   | 3(4)    | 8,83  | –     | 15,00 |
|                  | Fritz Günther      | 2:0 | 2:1 | 61(5)   | 75(3)   | 75(5)   | 16,23 | 16,23 | 15,00 |

| Spiel Nr.         | Name             | MP  | SV  | 1. Satz | 2. Satz | 3. Satz | GD    | BED   | BSD   |
| ----------------- | ---------------- | --- | --- | ------- | ------- | ------- | ----- | ----- | ----- |
| 2. Verliererrunde |                  |     |     |         |         |         |       |       |       |
| 17                | Klaus Hose       | 2:0 | 3:0 | 75(1)   | 75(1)   |         | 75,00 | 75,00 | 75,00 |
|                   | Klaus Bosel      | 0:2 | 0:3 | 4(1)    | 26(1)   |         | 15,00 | -–    | –     |
| 18                | Rainer Stecken   | 0:2 | 0:3 | 1(4)    | 59(8)   |         | 5,00  | –     | –     |
|                   | Uwe Matuszak     | 2:0 | 3:0 | 75(5)   | 75(8)   |         | 11,53 | 11,53 | 15,00 |
| 19                | Michael Henrich  | 0:2 | 1:2 | 15(6)   | 75(6)   | 21(6)   | 6,16  | –     | 12,50 |
|                   | Robert Steinbach | 2:0 | 2:1 | 75(6)   | 62(6)   | 75(7)   | 11,15 | 11,15 | 12,50 |
| 20                | Gerd Arnold      | 0:2 | 0:3 | 1(2)    | 52(5)   |         | 7,57  | –     | –     |
|                   | Andreas Faeser   | 2:0 | 3:0 | 75(2)   | 75(6)   |         | 18,75 | 18,75 | 37,50 |

| Spiel Nr.         | Name             | MP  | SV  | 1. Satz | 2. Satz | 3. Satz | GD    | BED   | BSD   |
| ----------------- | ---------------- | --- | --- | ------- | ------- | ------- | ----- | ----- | ----- |
| 3. Verliererrunde |                  |     |     |         |         |         |       |       |       |
| 21                | Klaus Hose       | 2:0 | 3:0 | 75(2)   | 75(3)   |         | 30,00 | 30,00 | 37,50 |
|                   | Uwe Matuszak     | 0:2 | 0:3 | 15(2)   | 11(2)   |         | 6,50  | –     | –     |
| 22                | Robert Steinbach | 0:2 | 0:3 | 14(3)   | 36(4)   |         | 7,14  |       |       |
|                   | Andreas Faeser   | 2:0 | 3:0 | 75(3)   | 75(5)   |         | 18,75 | 18,75 | 25,00 |

| Spiel Nr.  | Name               | MP  | SV  | 1. Satz | 2. Satz | 3. Satz | GD    | BED   | BSD   |
| ---------- | ------------------ | --- | --- | ------- | ------- | ------- | ----- | ----- | ----- |
| Halbfinale |                    |     |     |         |         |         |       |       |       |
| 23         | Volker Baten       | 2:0 | 2:1 | 75(1)   | 0(1)    | 75(3)   | 30,00 | 30,00 | 75,00 |
|            | Dieter Steinberger | 0:2 | 1:2 | 33(1)   | 75(1)   | 46(3)   | 30,80 | –     | 75,00 |
| 24         | Martin Horn        | 2:0 | 3:0 | 75(1)   | 75(2)   |         | 50,00 | 50,00 | 75,00 |
|            | Fritz Günther      | 0:2 | 0:3 | 12(1)   | 66(2)   |         | 26,00 | –     | –     |

| Spiel Nr.         | Name               | MP  | SV  | 1. Satz | 2. Satz | 3. Satz | GD    | BED   | BSD   |
| ----------------- | ------------------ | --- | --- | ------- | ------- | ------- | ----- | ----- | ----- |
| 4. Verliererrunde |                    |     |     |         |         |         |       |       |       |
| 25                | Klaus Hose         | 0:2 | 0:3 | 56(10)  | 16(2)   |         | 6,00  | –     | –     |
|                   | Dieter Steinberger | 2:0 | 3:0 | 75(10)  | 75(3)   |         | 11,53 | 11,53 | 25,00 |
| 26                | Andreas Faeser     | 0:2 | 0:3 | 55(3)   | 64(15)  |         | 6,61  | –     | –     |
|                   | Fritz Günther      | 2:0 | 3:0 | 75(4)   | 75(15)  |         | 7,89  | 7,89  | 18,75 |

| Spiel Nr.        | Name               | MP  | SV  | 1. Satz | 2. Satz | 3. Satz | GD    | BED   | BSD   |
| ---------------- | ------------------ | --- | --- | ------- | ------- | ------- | ----- | ----- | ----- |
| Spiel um Platz 3 |                    |     |     |         |         |         |       |       |       |
| 27               | Dieter Steinberger | 2:0 | 3:0 | 75(4)   | 75(4)   |         | 18,75 | 18,75 | 18,75 |
|                  | Fritz Günther      | 0:2 | 0:3 | 63(4)   | 55(3)   |         | 16,85 | –     | –     |

| Spiel Nr. | Name         | MP  | SV  | 1. Satz | 2. Satz | 3. Satz | GD    | BED   | BSD   |
| --------- | ------------ | --- | --- | ------- | ------- | ------- | ----- | ----- | ----- |
| Finale    |              |     |     |         |         |         |       |       |       |
| 28        | Volker Baten | 0:2 | 0:3 | 43(2)   | 25(4)   |         | 11,33 | –     | –     |
|           | Martin Horn  | 2:0 | 3:0 | 75(3)   | 75(4)   |         | 21,42 | 21,42 | 25,00 |

### Abschlusstabelle
| Klassement                 | Klassement                       | Klassement | Klassement | Klassement | Klassement | Klassement | Klassement | Klassement | Klassement |
| Platz                      | Name                             | MP         | SV         | Pkte.      | Aufn.      | GD         | BED        | BSD        | HS         |
| -------------------------- | -------------------------------- | ---------- | ---------- | ---------- | ---------- | ---------- | ---------- | ---------- | ---------- |
| 1                          | Martin Horn (Essen)              | 8:0        | 12:0       | 600        | 16         | 37,50      | 50,00      | 75,00      | 75         |
| 2                          | Volker Baten (Bochum)            | 6:2        | 7:5        | 589        | 22         | 26,77      | 36,83      | 75,00      | 75         |
| 3                          | Dieter Steinberger (Kempten)     | 8:2        | 11:4       | 789        | 52         | 15,17      | 18,75      | 75,00      | 75         |
| 4                          | Fritz Günther (Saarbrücken)      | 6:4        | 8:7        | 707        | 52         | 13,59      | 16,23      | 75,00      | 75         |
| 5                          | Klaus Hose (Bochum)              | 6:4        | 10:5       | 621        | 43         | 14,44      | 75,00      | 75,00      | 75         |
| 6                          | Andreas Faeser (Mülheim)         | 6:4        | 9:6        | 619        | 50         | 12,38      | 18,75      | 75,00      | 75         |
| 7                          | Robert Steinbach (Gelsenkirchen) | 4:4        | 6:6        | 553        | 43         | 12,86      | 25,00      | 37,50      | 74         |
| 8                          | Uwe Matuszak (Düsseldorf)        | 4:4        | 6:6        | 351        | 31         | 11,32      | 12,50      | 18,75      | 40         |
| 9                          | Klaus Bosel (Elversberg)         | 2:4        | 4:5        | 286        | 21         | 13,61      | 21,42      | 75,00      | 75         |
| 10                         | Gerd Arnold (Goch)               | 2:4        | 3:6        | 319        | 22         | 14,50      | 21,22      | 37,50      | 75         |
| 11                         | Michael Henrich (Wiesbaden)      | 2:4        | 3:6        | 357        | 40         | 8,92       | 13,63      | 25,00      | 56         |
| 12                         | Rainer Stecken (Herne)           | 2:4        | 3:6        | 356        | 40         | 8,90       | 11,64      | 37,50      | 67         |
| 13                         | Orhan Erogul (Frankfurt)         | 0:4        | 1:5        | 167        | 13         | 12,84      | –          | 75,00      | 75         |
| 14                         | Thomas Schweser (Bremen)         | 0:4        | 1:5        | 179        | 18         | 9,94       | –          | 18,75      | 61         |
| 15                         | Werner Jähne (St. Arnual)        | 0:4        | 0:6        | 99         | 18         | 5,50       | –          | –          | 22         |
| 16                         | Helmut Vehreschild (Kleve)       | 0:4        | 0:6        | 96         | 18         | 5,33       | –          | –          | 17         |
| Turnierdurchschnitt: 13,40 |                                  |            |            |            |            |            |            |            |            |